# Saint-Manvieu-Norrey
Saint-Manvieu-Norrey ist eine französische Gemeinde im Département Calvados in der Region Normandie liegt. Sie gehört zum Arrondissement Caen und zum Kanton Thue et Mue. Die Gemeinde hat 2.141 Einwohner (Stand: 1. Januar 2022), die Manoreys genannt werden.

## Geografie
Saint-Manvieu-Norrey liegt etwa acht Kilometer westlich von Caen am Fluss Mue. Umgeben wird Saint-Manvieu-Norrey von den Nachbargemeinden Thue et Mue im Westen und Norden, Rots im Nordosten, Carpiquet im Osten sowie Verson im Südosten und Süden.

## Geschichte
1972 wurden die Gemeinden Saint-Manvieu und Norrey-en-Bessin zur heutigen Kommune zusammengeschlossen.

### Bevölkerungsentwicklung
| 1962                       | 1968 | 1975 | 1982 | 1990 | 1999 | 2006 | 2019 |
| -------------------------- | ---- | ---- | ---- | ---- | ---- | ---- | ---- |
| 780                        | 839  | 950  | 1031 | 1291 | 1417 | 1723 | 1955 |
| Quellen: Cassini und INSEE |      |      |      |      |      |      |      |

## Sehenswürdigkeiten
- Kirche Notre-Dame-des-Labours in Norrey-en-Bessin aus dem 11. Jahrhundert, seit 1840 Monument historique
- Reste der alten Kirche Saint-Manvieu, im 13. Jahrhundert erbaut, Umbauten aus dem 17. Jahrhundert, Kapelle ist seit 1918 Monument historique, Glockenturm im Zweiten Weltkrieg durch Bombardement zerstört
- neue Kirche Saint-Manvieu aus dem 20. Jahrhundert
- Herrenhaus La Mare aus dem 17. Jahrhundert
- Schloss Le Marcelet aus dem 18. Jahrhundert

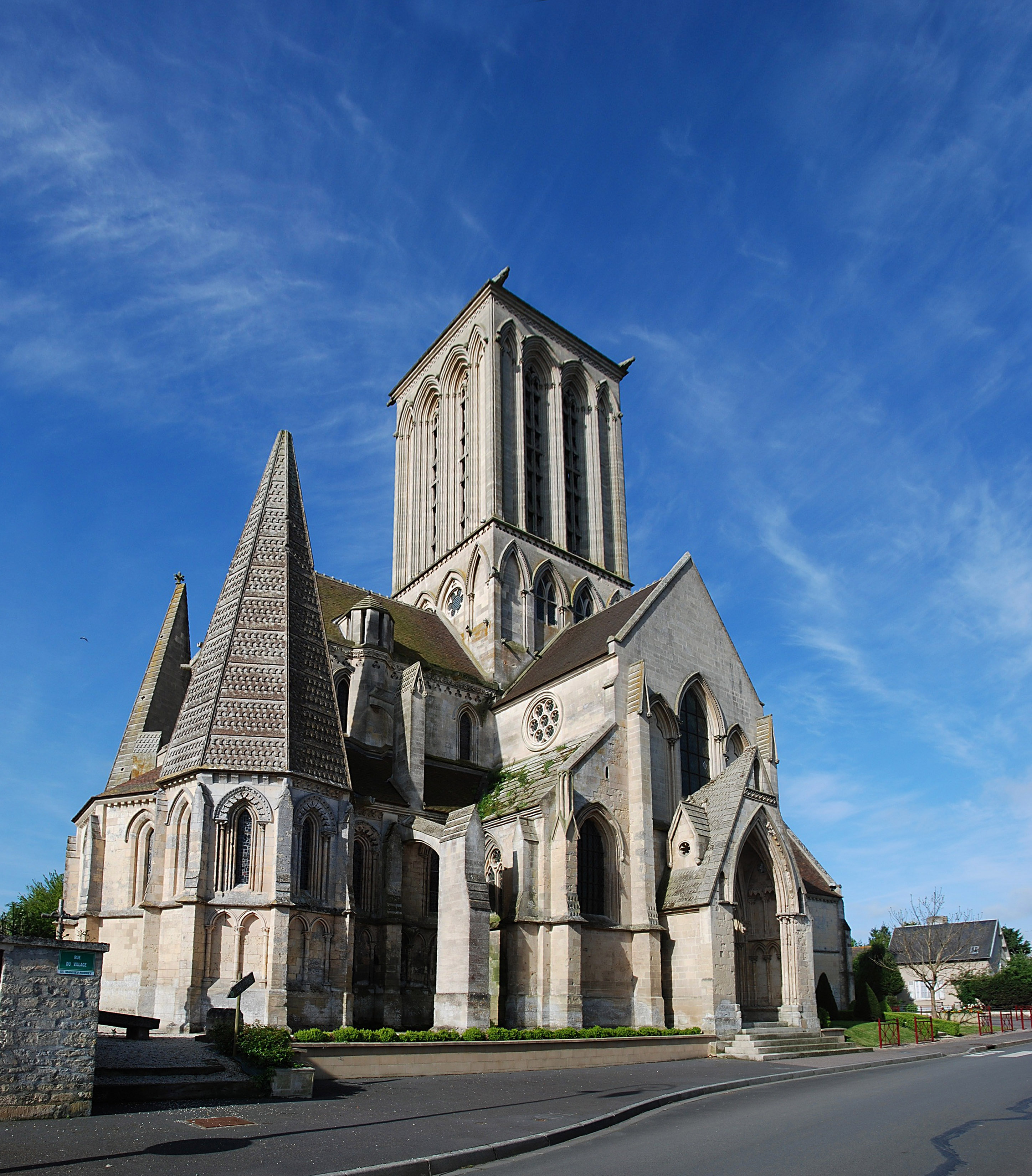
Kirche Notre-Dame-des-Labours
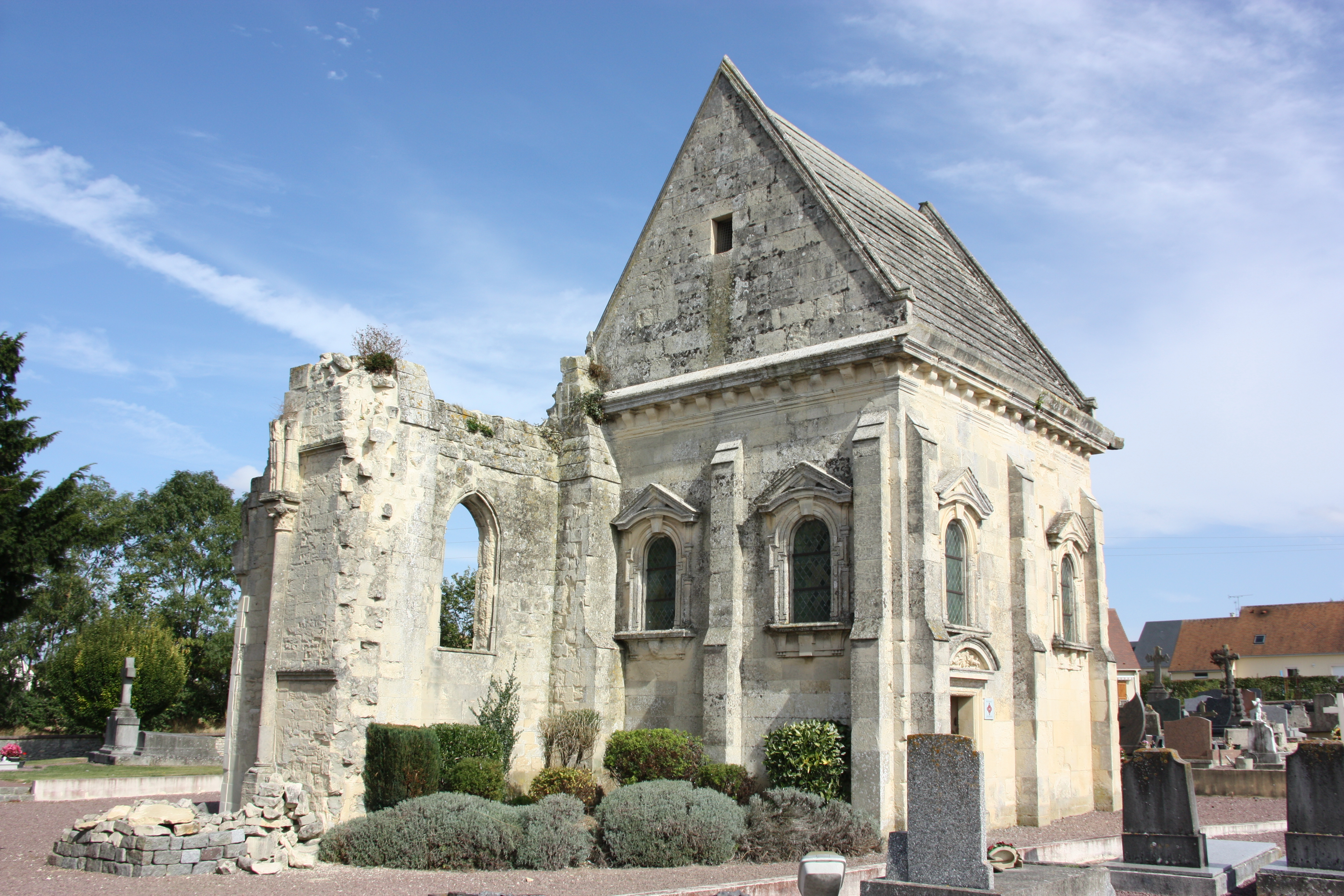
Reste der alten Kirche Saint-Manvieu
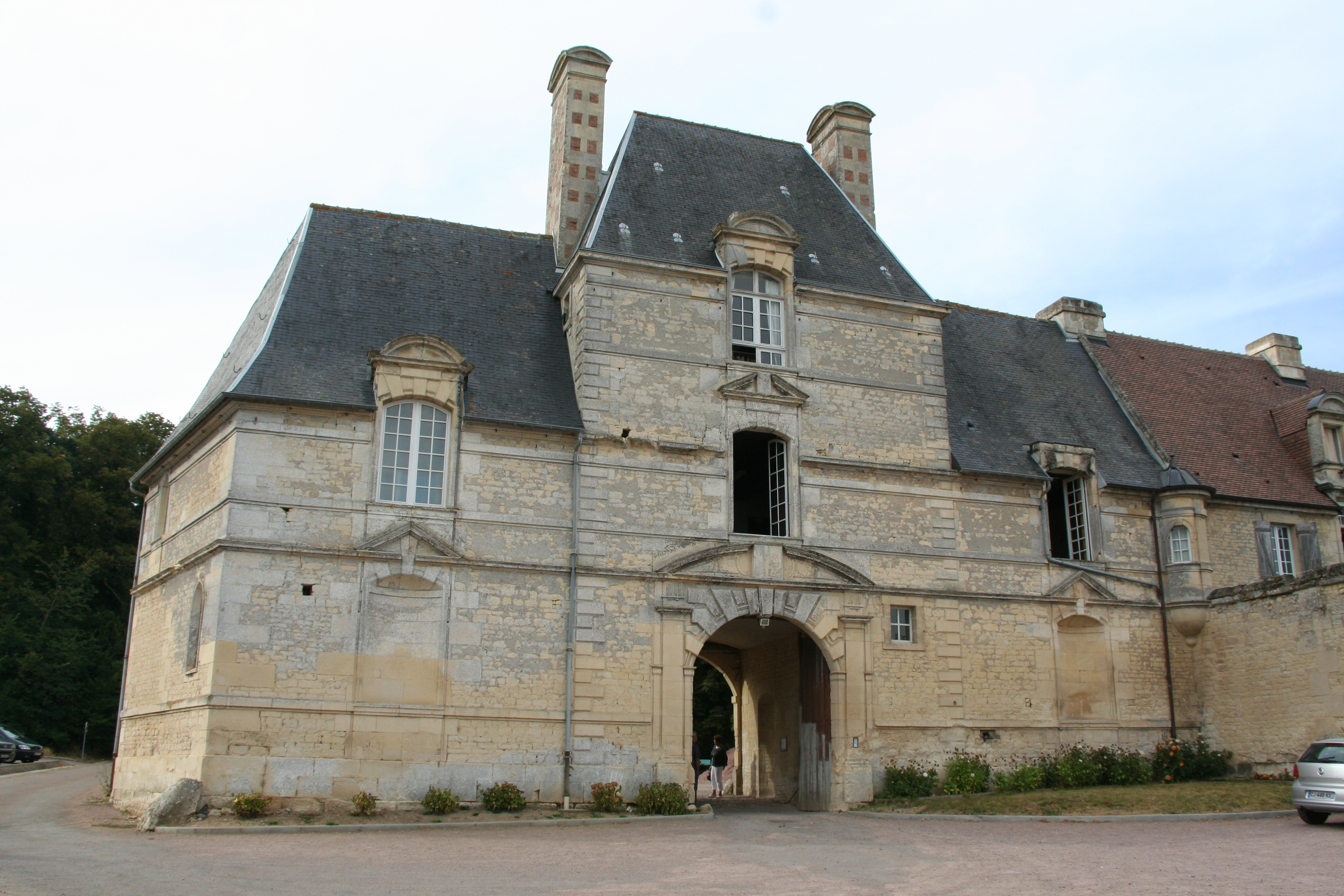
Herrenhaus La Mare

## Gemeindepartnerschaft
Mit der deutschen Gemeinde Unterpleichfeld im Unterfranken (Bayern) besteht seit 1993 eine Partnerschaft.